# Sings Reign Rebuilder
Sings Reign Rebuilder ist das Debütalbum der kanadischen Post-Rock-Band Set Fire to Flames. Es erschien auf Alien8 Recordings und FatCat Records im Herbst 2001.

## Entstehungsgeschichte
Gitarrist Mike Moya über die Entstehung des Albums:

„Wir entschieden uns, ein paar Aufnahmen zu machen. Alle kamen zusammen, stellten ihre Instrumente auf, und wir spielten einfach. Manchmal komponierten wir Stücke während des Spielens, manchmal mixten wir einfach Zeug und nahmen es auf und es klang gut. Wir wollten nicht Godspeed You wiederholen und die ganze Zeit mit einer großen Band spielen, daher haben wir immer zufällig ein paar Leute ausgesucht – hey, du und du, spielt etwas zusammen! Wir haben ungefähr zwei Wochen damit verbracht die Aufnahmen zu machen, und am Ende hatten wir eine Menge Material, das wir auf ein Album reduzierten mussten.“

## Konzept
Obwohl es kein Konzeptalbum darstellen soll, kehren in dem Album wiederkehrende Motive auf, bestehend aus Field Recordings, welche sich mit theoretischen und praktischen Konzepten befassen bezüglich der Themen Klima, Rebellion, Gentrifizierung und Liebe.
Das Album wurde in einem uralten Haus (von der Band 15 Ontario genannt) aufgenommen. Das baufällige Haus war für den Abriss geplant. Zitat aus den Linernotes: „eure bulldozer und abrissbirnen können aus den baufälligen treppen und quietschenden holzbrettern sägemehl machen – aber sie können die aufnahmen welche hier entstanden nicht vernichten“. Das Album bezieht sich also negativ zu Gentrifizierung und sozialem Wandel, ähnlich wie beim Hauptprojekt der Band: Godspeed You! Black Emperor.
Daher wurden auch viele Töne und Klänge, welche normalerweise aus den Aufnahmen entfernt werden, bewusst in den Liedern behalten. Dazu gehören quietschende Türen, raschelndes Papier und Geräusche von draußen. Das wohl bekannteste Geräusch stammt von einem neben dem Haus vorbeifahrenden Krankenwagen und seiner eingeschalteten Sirene im Song Love Song for 15 Ontario. Das Fahrzeug wurde später als Gastmusiker geehrt.

## Titelliste
1. ‘I Will Be True…’ (From Lips of Lying Dying Wonder Body #1) / Reign Rebuilder [Head] – 2:39
2. Vienna Arcweld / Fucked Gamelan / Rigid Tracking – 13:45
3. Steal Compass / Drive North / Disappear – 6:12
4. Wild Dogs of the Thunderbolt / ‘They Cannot Lock Me Up... I Am Eternally Free…’ (From Lips of Lying Dying Wonder Body #2) – 4:54
5. Omaha – 6:16
6. There Is No Dance in Frequency and Balance – 4:16
7. Côte d’Abrahams Roomtone / 'What’s Going On?...' (From Lips of Lying Dying Wonder Body #3) – 4:35
8. Love Song for 15 Ontario (w / Singing Police Car) – 3:19
9. Injur: Gutted Two-Track – 2:49
10. When I First Get to Phoenix – 3:12
11. Shit-Heap-Gloria of the New Town Planning – 10:50
12. Jesus / Pop – 1:42
13. Esquimalt Harbour – 2:16
14. Two Tears in a Bucket – 3:43
15. Fading Lights Are Fading… / Reign Rebuilder [Tail Out] – 2:51